# Pukhtu : Primo
Pukhtu : Primo est un roman policier de l'écrivain français DOA publié en 2015. Il constitue la première partie du diptyque Pukhtu qui s'inscrit lui-même dans le Cycle clandestin. Ce roman a obtenu le prix Mystère de la critique 2016.

## Résumé
En Afghanistan, au début de l'année 2008, en pleine guerre, Fox, nom de code de Karim Sayad, un ancien agent français de la DRM travaillant désormais pour la CIA, fait partie depuis peu d'un groupe de paramilitaires de la société militaire privée 6N employée par l'armée américaine pour des opérations spéciales. Voodoo, le chef de cette unité, gère secrètement un trafic d'héroïne entre l'Afghanistan, un des plus gros producteurs au monde de pavot, et le Kosovo, en la faisant transiter dans des avions militaires affrétés pour le transfert d'armes. Au cours d'une opération militaire américaine contre des talibans menée au sol par le groupe de Voodoo et bénéficiant d'un appui aérien, un missile lancé par un drone tue deux des enfants de Sher Ali Khan Zadran, un chef de clan pachtoune. Terrassé par le chagrin, puis par un désir de vengeance, ce dernier décide de s'allier avec Sirajouddine Haqqani, le chef militaire taliban dirigeant le réseau Haqqani, afin de lancer des raids punitifs contre les bases opérationnelles avancées de la Force internationale d'assistance et de sécurité (FIAS). Son but secret est de tuer les militaires ayant pris part à la mort de ses deux enfants. Les nombreux raids lancés par ses hommes commencent à mettre à mal le trafic géré par Voodoo, qui voit également d'un très mauvais œil la présence d'un journaliste nommé Peter Dang qui semble avoir obtenu quelques informations à propos de liens entre le trafic d'héroïne et les militaires ou paramilitaires œuvrant en Afghanistan. En parallèle, Richard Pierce, le directeur adjoint à l'Inspection générale de la CIA, demande à Fox d'obtenir des renseignements sur de possibles agissements illégaux du groupe de Voodoo.

## Éditions
- Pukhtu : Primo, Gallimard, coll. « Série noire », 26 mars 2015, 673 p.  (ISBN 978-2-07-013552-3)
- Pukhtu : Primo, Gallimard, coll. « Folio policier » no 836, 7 septembre 2017, 793 p.  (ISBN 978-2-07-272894-5)

## Réception
Le public francophone apprécie ce « roman à 100 à l'heure », « violent, atroce, sale, réaliste, passionnant ». Cet « ambitieux roman-fleuve sur la guerre en Afghanistan », « vertigineux et extrêmement documenté » est cependant considéré comme « une horreur sans nom », « une véritable purge ».
Le roman dénonce « le business juteux et obscur de ces entreprises de renseignements qui prennent le pas sur les agences officielles d’un pays qui perd peu à peu le sens de l’état ».